# Christophe Agou
Christophe Agou (Montbrison, 14 de outubro de 1969 — Nova Iorque, 16 de setembro de 2015) foi um cineasta e fotógrafo francês.

## Biografia
Agou nasceu em Montbrison, França, em 1969. Fotógrafo autodidata, Agou cresceu em uma pequena cidade na região de Forez, no lado leste do Maciço Central.
A partir do início dos anos 1990, Agou fez fotografias em estilo documentário em preto e branco e em cores que fazem uma abordagem alusiva à condição humana. Ele também fez curtas-metragens e escultura. Em 1992, ele se mudou para a cidade de Nova York. Ele começou a tirar fotos nas ruas que evocavam uma sensação de saudade e isolamento. Ele fez fotos no Ground Zero em 11 de setembro de 2001, que foram usadas em várias publicações. Ele ganhou destaque pela primeira vez com as fotos tiradas no metrô de Nova York, publicadas em seu livro Life Below (2004).
Em 2002, Agou voltou para Forez. Ele viajou para partes menos conhecidas da região e conheceu uma comunidade de agricultores familiares cujas identidades estão profundamente enraizadas na terra. Ele os fotografou e filmou no trabalho e em casa por oito anos. Isso resultou em Face au Silence / In the Face of Silence, um documentário sobre a vida rural na França do início do século XXI. O trabalho rendeu-lhe o European Publishers Award for Photography, e publicação em seis edições e em seis idiomas.
Ele se tornou um membro do coletivo de fotografia de rua In-Public em 2005.
Agou morreu em setembro de 2015 de câncer.

## Publicações

### Publicações de Agou
- Life Below: The New York City Subway. Nova York: Quantuck Lane Press, 2004. ISBN 1-59372-008-4.
- Face au Silence. Text by John Berger.
  - Face au Silence. Arles: Actes Sud, 2010. ISBN 2-7427-9542-1.
  - In the Face of Silence. Stockport: Dewi Lewis, 2011. ISBN 1-907893-04-0.
  - Aπέναντι Στη Σιωπή. Fotos de Apeiron, 2011. ISBN 960-94490-2-6.
  - Ante el Silencio. Barcelona: Lunwerg Editores, 2011. ISBN 978-84-9785-718-5.
  - Gesichter der Stille. Berlim: Edition Braus, 2011. ISBN 3-86228-003-9.
  - Di Fronte al Silenzio. Roma: Peliti Associati, 2011. ISBN 88-89412-47-X.
- Les Faits Secondaires. Christophe Agou, 2013. ISBN 978-1-4675-7085-5. Textos de Agou e John Berger. Poemas de Daniel De Bruycker. Edição de 700 exemplares.

### Publicações com contribuições de Agou
- 10 – 10 Years of In-Public. Londres: Nick Turpin Publishing, 2010. ISBN 978-0-9563322-1-9. Inclui um ensaio de Jonathan Glancey, "Outlandish Harmony"; um prefácio de Nick Turpin; e um capítulo de cada Agou, Nick Turpin, David Gibson, Richard Bram, Matt Stuart, Andy Morley-Hall, Trent Parke, Narelle Autio, Jesse Marlow, Adrian Fisk, Nils Jorgensen, Melanie Einzig, Jeffrey Ladd, Amani Willett, Gus Powell, Otto Snoek, Blake Andrews, David Solomons, George Kelly e Paul Russell.
- Photographers' Sketchbooks. Londres: Thames & Hudson, 2014. ISBN 9780500544341. Editado por Stephen McLaren e Bryan Formhals.
- 100 Great Street Photographs. Munique, Londres, Nova York: Prestel, 2017. Por David Gibson. ISBN 978-3791383132. Contém um comentário e uma fotografia de Agou.